# Бедзик Юрій Дмитрович
Ю́рій Дми́трович Бе́дзик (25 листопада 1925, Харків — 17 серпня 2008, Київ) — український та радянський прозаїк. Заслужений працівник культури України.

## Біографія
Народився 25 листопада 1925 року в Харкові. Син письменника Дмитра Бедзика.
У 1941 році, після початку німецько-радянської війни, сім'я Бедзиків евакуювалася до Казахстану, де в грудні 1942 року Юрій Дмитрович стає курсантом військового училища. У званні сержанта він був відправлений на фронт, де у складі 3-ї гвардійської танкової армії командував мінометним розрахунком і пройшов фронтовими дорогами від Курська до Берліна, брав участь у форсуванні Дніпра, звільняв Прагу. За бойові заслуги нагороджений орденами та медалями.
В 1949 році закінчив факультет міжнародних відносин Київського університету, потім аспірантуру на кафедрі міжнародно-публічного права. Член КПРС з 1952 року, деякий час працював за кордоном, потім перейшов на викладацьку роботу в Київському університеті. Виступав у пресі зі статтями на міжнародні теми. Працював також у редакціях газети «Літературна Україна» та інших і видавництвах («Радянський письменник» тощо), очолював художній відділ Кіностудії імені О. П. Довженка. Член Спілки письменників СРСР, секретар Київської спілки письменників України. Двадцять років (з 1978 по 1998) був головою Українського відділення Радянського фонду миру.

Могила Юрія Бедзика

Жив у Києві, в останні роки був заступником Голови конгресу літераторів України. Помер 17 серпня 2008 року. Похований на Байковому кладовищі (ділянка № 33).

## Відзнаки
- 1968 — премія Міністерства оборони СРСР за роман «Честь мені дорожча»;
- 2000 — премія Національної спілки письменників України імені Андрія Головка за роман «Сім таємниць великої війни»;
- 2001 — звання «Заслужений працівник культури України»
- 2002 — 2-е місце на конкурсі «Книжковий дивосвіт України» в категорії «Найкраще літературно-художнє видання» за роман «Любов, президент і парадигма космосу»;
- 1995 — Почесна відзнака Президента України.
- 19 .. — Національна премія України імені Тараса Шевченка — мала Шевченківська премія.

## Творчість

### Власні твори
- «Великий день інків». Фантастична повість. Для середнього шкільного віку. — Київ: Веселка, 1970.
  - «Великий день інків». Пригодницька повість: для серед. та ст. шк. віку — 2-е изд., доп. — Київ: Веселка, 1989. — 284 с.
- «Кожна хвилина життя». Роман. — Київ: Молодь, 1984. — 206 с.
- «Врятуйте доктора Рейча». Драма на 2 д. — Київ: Мистецтво, 1986. — 60 с.
- «Вас чекають», «Тридцятий». Повісті. — Київ: Радянський письменник, 1986. — 364 с.
- «Дуель». Роман. «Капітан і Марта». Повість. — Київ: Радянський письменник, 1989. — 425 с. ISBN 5-333-00187-1
- «Гіпсова лялька». роман. — Київ: Дніпро, 1989. — 252 с. ISBN 5-308-00837-X
- «Чорний лабіринт, або Довгий шлях в Альпи». Роман. — Київ: Воєнвидав (Київська філ.), 1991. — 319 с. ISBN 5-203-01303-9
- «Сім таємниць великої війни». Роман у повістях, або авторська версія неспростованих фактів. — К.: Київська штаб-квартира детективу, пригод і фантастики, 1998. — 384 с. ISBN 966-95318-0-2
- «Любов, Президент і парадигма космосу». Філос.-фантаст. роман. — К.: АСТАРТА, 2002. — 396 с. ISBN 966-523-175-8
- «Меч Торквемади». Соціально-фантастичний роман. — К.: [б.в.], 2003. — 312 с. ISBN 966-7082-22-9
- збірки оповідань «Поруч з тобою», «Дівчино моя хороша», «Вогонь на вершині Комо», «Прощаючись назавжди», "Над планетою — «Левіафан»
- романів «Альма-матер», «Честь мені дорожча», «Полки ідуть на переправу», «Сильний помсти не жадає», «Блакить», «Розкрилля», «Поверх-42», «Довге повернення», «Про що не доповідали фюреру»;
- збірок повістей «Вибрані твори», «Вас чекають, Тридцятий», «Искупление» (російською мовою); «Убити сенатора» (драматична повість), «Великий день інків»;
- п'єси «Лицарів не судять», «Чотири жінки біля ставу», «Врятуйте доктора Райча (рейс о 12-й)»

### Переклади з німецької
- Бодо Узе. «Патріоти». Роман / Пер. Ю. Бедзика, М. Овруцької. — К.: Художня література, 1958. — 460 с. (п)
- Віллі Майнк. «Незвичайні пригоди Марко Поло». — К.: Дитвидав України, 1959. — 508 с.

Твори Юрія Бедзика перекладено англійською, угорською, іспанською, латиською, молдавською, польською, російською, словацькою, французькою мовами.